# Otto Hesse

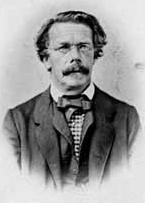
Otto Hesse, Fotografie um 1860

Ludwig Otto Hesse (* 22. April 1811 in Königsberg i. Pr.; † 4. August 1874 in München) war ein deutscher Mathematiker.

## Leben
Hesse wurde in Königsberg als Sohn von Johann Gottlieb Hesse (1791–1829), einem Kaufmann und Brauereibesitzer und dessen Frau Anna Karoline Reiter (1788–1865) geboren. Er studierte von 1833 bis 1837 in seiner Heimatstadt an der Albertus-Universität Königsberg bei Carl Gustav Jacob Jacobi. 1832 wurde er im Corps Masovia aktiv. Zu seinen Lehrern zählten auch Friedrich Wilhelm Bessel und sein Corpsbruder Friedrich Julius Richelot. Außerdem besuchte er die physikalischen Vorlesungen von Ludwig Moser und Franz Ernst Neumann. 1837 bestand er das Oberlehrerexamen für Mathematik und Physik. Nach einer längeren Fußreise durch Deutschland, Österreich und die Schweiz unterrichtete er Physik und Chemie an der neugegründeten Gewerbeschule Königsberg. 1840 wurde er bei Jacobi mit einer Arbeit über Kurven und Flächen zweiter Ordnung zum Dr. phil. promoviert (Titel der Dissertation: De octo punctis intersectionis trium superficium secundi ordinis). Er habilitierte sich 1841 an der Philosophischen Fakultät der Albertina. 1841 heiratete er Marie Sophie Emilie Dulk, älteste Tochter des Pharmazeuten und Chemieprofessors Friedrich Philipp Dulk und Schwester des Dramatikers Albert Dulk. Das Ehepaar hatte einen (früh verstorbenen) Sohn und fünf Töchter.
Von 1840 an lehrte Hesse zunächst als Privatdozent an der Albertina, seit 1845 als außerordentlicher Professor, zunächst ohne staatliches Gehalt. 1848, zur Zeit der Deutschen Revolution, beteiligte er sich an der Organisation von Königsbergs Bürgerwehr. 1850 wurde er stellvertretender Stadtverordneter in Königsberg. Eine ordentliche Professur erhielt er 1855 an der Friedrichs-Universität Halle; doch bereits 1856 wechselte er an die Ruprecht-Karls-Universität Heidelberg. Zugunsten des wissenschaftlich-geselligen Lebens mit Robert Wilhelm Bunsen, Hermann von Helmholtz und Joseph Victor von Scheffel beschränkte er sich auf seine gut besuchten Vorlesungen, bis er schließlich 1868 an die neu gegründete Polytechnische Schule München berufen wurde.

### Wissenschaft
Wissenschaftlich war er am produktivsten in seiner Königsberger Zeit. Hesse beschäftigte sich insbesondere mit der analytischen Geometrie und den Determinanten. Er führte die Hesse-Matrix und deren Determinante und die Hessesche Normalform der Ebene ein. Nach dem späteren Urteil von Felix Klein bekam ihm der Wechsel nach Heidelberg nicht: „Im übrigen war Heidelberg für Hesses Entwicklung nicht günstig. Er erlag dem Reiz der Neckarstadt, die zwar ein Platz geistiger Anregung, sehr viel weniger aber der angestrengten Arbeit ist. [… dort] verlebte er wohl manche vergnügte Stunde […], aber seine mathematische Produktivität ging darüber in die Brüche. […] In München wandte er sich wieder der schaffenden Tätigkeit zu, aber nur mit geteiltem Erfolg. Die Sicherheit, Richtiges und Falsches zu scheiden, war ihm abhanden gekommen.“

### Nachkommen
Zwei Töchter Hesses waren nacheinander mit dem Bildhauer Julius Zumbusch verheiratet, eine weitere mit dem österreichisch-schweizerischen Sozialdemokraten Heinrich Scheu, Bruder von Andreas Scheu und Josef Franz Georg Scheu. Heinrich Scheu wiederum war in erster Ehe mit Anna Dulk verehelicht, Tochter von Albert Dulk, dem Bruder von Hesses 1877 verstorbener Ehefrau.

## Ehrungen
- Korrespondierendes Mitglied der Göttinger Akademie der Wissenschaften (1856)[5]
- Korrespondierendes Mitglied der Preußischen Akademie der Wissenschaften (1859)
- Außerordentliches Mitglied der Bayerischen Akademie der Wissenschaften (1869)
- Ehrenmitgliedschaft in der London Mathematical Society (1871)
- Asteroid (25029) Ludwighesse

## Schriften
- Vier Vorlesungen aus der analytischen Geometrie. 1866.
- Die Determinanten elementar behandelt. Leipzig (2. Auflage  1872).
- Die vier Species. Leipzig (1872)
- Vorlesungen über analytische Geometrie des Raumes. Leipzig (3. Auflage 1876).
- A. Gundelfinger (Hrsg.): Vorlesungen aus der analytischen Geometrie der geraden Linie, des Punktes und des Kreises. Leipzig 1881.

Seine Gesammelten Werke wurden 1897 von der Bayerischen Akademie der Wissenschaften herausgegeben.